# Juana Luisa Enriqueta Genet
Juana Luisa Enriqueta Genet (en francés, Jeanne Louise Henriette Gedet; París, 6 de octubre de 1752-Mantes-la-Jolie, 16 de marzo de 1822), conocida como Madame Campan, fue la dama de compañía más cercana de la reina María Antonieta desde 1774 hasta 1791, año en el cual los revolucionarios la alejan de la reina por sospechas de conspiración. Su relevancia histórica está en que gracias a sus memorias conocemos la vida de la última reina de Francia y también los momentos que marcaron el fin de la monarquía francesa.

## Infancia y juventud
Tuvo una infancia muy acomodada, ya que su padre fue Primer Oficial en Relaciones Exteriores. Aprendió varios idiomas como el italiano y el inglés. Conocía de artes, danza y música y gracias a estas cualidades es que su reputación llega a Versalles y es contratada como lectora de Les Mesdames, en ese entonces, María Adelaida, Victoria y Sofía de Francia. 
Se casa con un oficial de cámara de la entonces delfina María Antonieta, Pierre Campan, pasando a ser una de las damas de compañía más leales de la reina y a la que contara todas sus experiencias.

## La confidente de la reina
Tras el ascenso de María Antonieta al trono, ésta necesitaba una confidente, una que no fuese una de sus amigas, ya que aunque confiaba mucho en ellas temía que usasen sus secretos y los divulgasen, así fue como eligió a Madame Campan. Ésta era sirviente de la reina, por ende no la iba a traicionar, pero a la vez había estado con ella desde antes de su ascenso al poder y le era fiel.
La reina le contó todo lo que sentía a Madame Campan, y además ésta le daba consejos y fue una de las más fieles amigas de la reina. Es durante este tiempo cuando ella escribe sus memorias, las cuales nos dan a conocer como era la vida en Versalles y las intrigas que allí se vivían.

## La revolución
Tras la toma de la Bastilla, los tiempos se veían oscuros para la familia real, todos abandonaron al rey y a la reina exceptuando a Madame Isabel, hermana del rey, y la princesa de Lamballe, amiga de la reina. Los empleados también abandonaron el palacio que alguna vez les otorgaba privilegios, ahora sólo traía desgracias. Madame Campan se quedó junto a la reina hasta la ida a las Tullerías, ocasión en la cual alejaron a los sirvientes más cercanos a los reyes. Pese a sus grandes intentos por volver, ya no pudo, así que jamás volvió a ver a su reina.
Años después abrió un internado para señoritas en Saint-Germain-en-Laye, siendo algunas de sus alumnas más famosas Hortensia de Beauharnais y Carolina Bonaparte.
Madame Campan moriría muchos años después en Mantes, enferma en su cama sin ninguno de los privilegios que gozó alguna vez en el palacio de Versalles, el 16 de marzo de 1822.